# Partido Bolívar
Bolívar ist ein Partido im Zentrum der Provinz Buenos Aires in Argentinien. Laut einer Schätzung von 2019 hat der Partido 35.828 Einwohner auf 5.027 km². Der Verwaltungssitz ist die Stadt San Carlos de Bolívar. Das Instituto Nacional de Tecnología Agropecuaria hat einen Campus in Bolívar. San Carlos de Bolívar ist die Heimatstadt des Club Ciudad de Bolívar, der erfolgreichsten Mannschaft der argentinischen Volleyball-Liga.

## Orte
Bolívar ist in 10 Ortschaften und Städte, sogenannte Localidades, unterteilt.
- San Carlos de Bolívar (Verwaltungssitz)
- Urdampilleta
- Pirovano
- Hale
- Juan F. Ibarra
- Paula (Est. La Paula)
- Mariano Unzué
- Villa Lynch Pueyrredón
- Paraje Vallimanca
- Paraje Villa Sanz